# Ottendorf an der Rittschein
Pour l’article homonyme, voir Ottendorf.
Ottendorf an der Rittschein est une commune autrichienne du district de Hartberg-Fürstenfeld en Styrie.